# Taxeotis delogramma
Taxeotis delogramma là một loài bướm đêm trong họ Geometridae.